# Simon Trummer

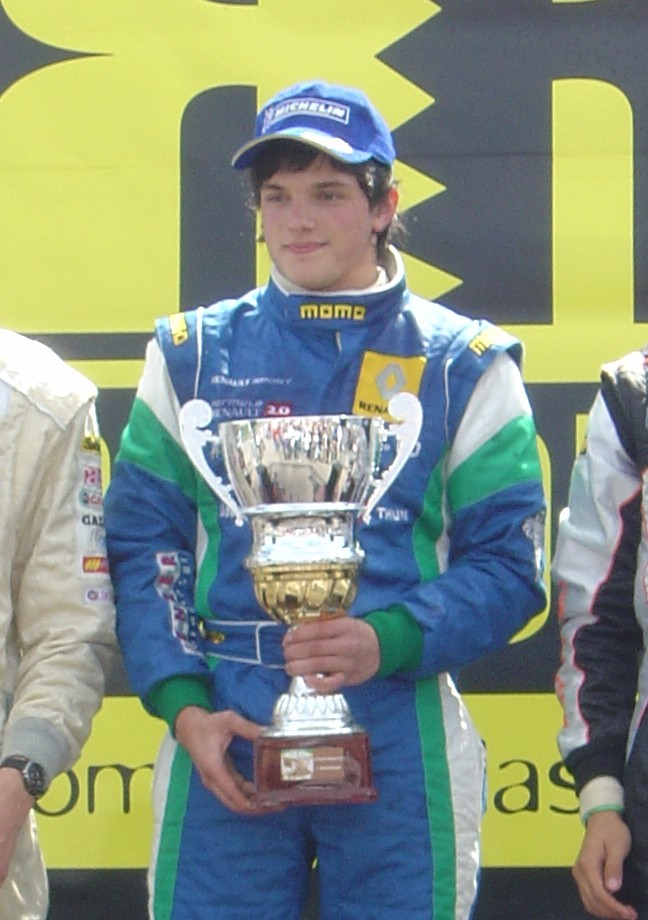
Simon Trummer (2008)

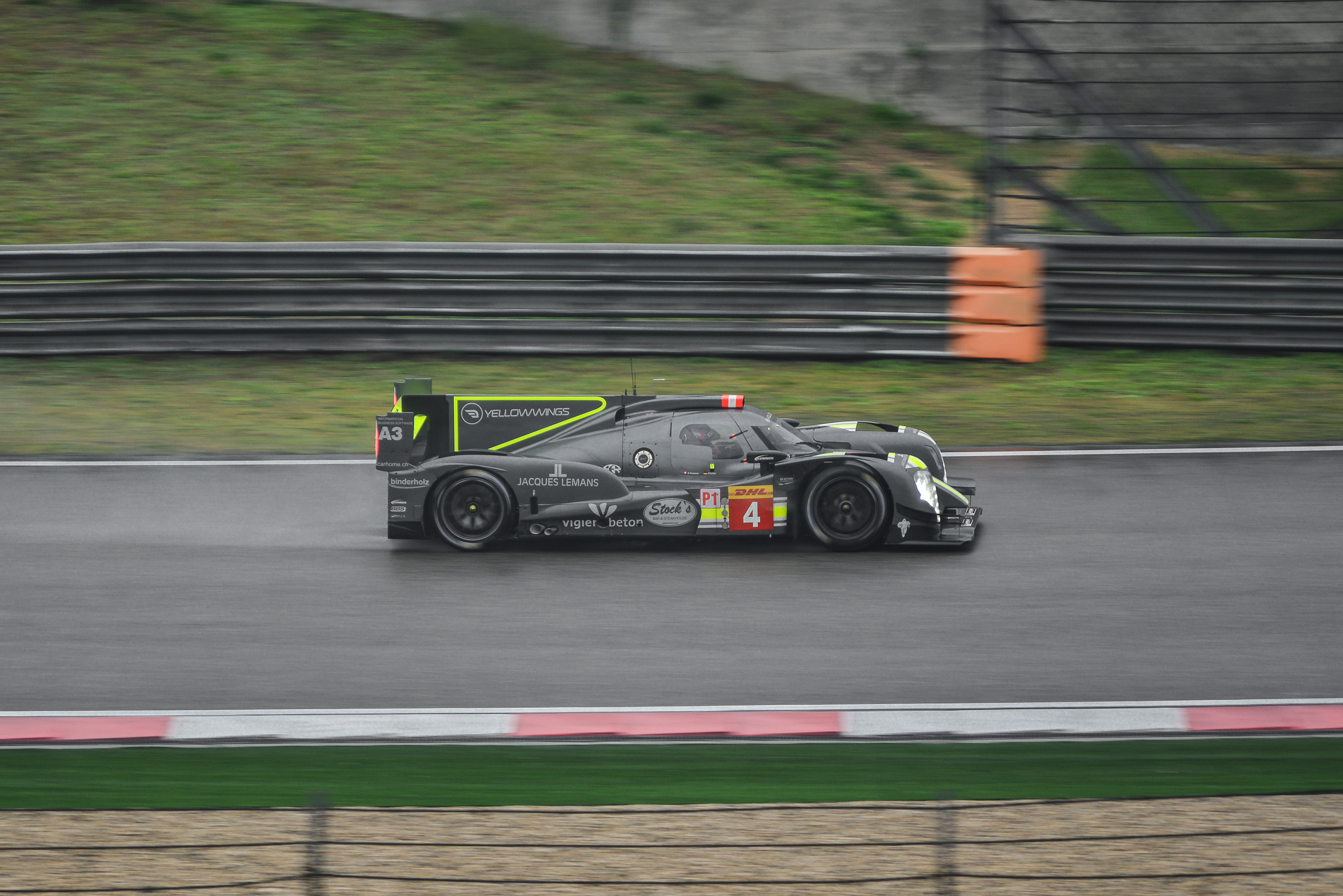
Der von Simon Trummer beim 6-Stunden-Rennen von Shanghai 2015 gefahrene CLM P1/01

Simon Trummer (* 8. Juni 1989 in Frutigen) ist ein Schweizer Automobilrennfahrer. Er trat von 2012 bis 2015 in der GP2-Serie an. 2014 und 2015 trat Trummer in der FIA-Langstrecken-Weltmeisterschaft (WEC) an.

## Karriere
Trummer begann seine Motorsportkarriere 1999 im Kartsport, in dem er bis 2007 aktiv war. Unter anderem wurde 2003 Vizemeister der Schweizer Junior Kartmeisterschaft. Nachdem er 2006 in der Formel Lista Junior seine ersten Erfahrungen im Formelsport gemacht und die Saison als 18. beendet hatte, ging er 2007 in der Schweizer Formel Renault an den Start und belegte den siebten Gesamtrang. 2008 blieb Trummer in der Schweizer Formel Renault. Er gewann zwei Rennen und wurde Vizemeister hinter Christopher Zanella. Ausserdem startete er bei sechs Rennen der italienischen Formel Renault.
Nachdem der Schweizer bereits 2008 bei zwei Rennen der internationalen Formel Master für das Iris Project gestartet war, erhielt er bei dem Rennstall einen Vertrag für die Saison 2009. Mit einem dritten Platz als bestes Resultat belegte er am Saisonende den 11. Platz in der Meisterschaft. 2010 ging Trummer für Jenzer Motorsport in der neuen GP3-Serie an den Start. Nach einem Unfall in Hockenheim, bei dem er sich eine Rückverletzung mit einem gebrochenen und drei angebrochenen Rückenwirbeln zuzog, musste er ein Rennwochenende pausieren. Im Gegensatz zu seinen Teamkollegen Nico Müller und Pål Varhaug gewann Trummer kein Rennen und erzielte nur bei zwei Rennen Punkte. Am Saisonende belegte er den 25. Gesamtrang. 2011 blieb Trummer in der GP3-Serie und ging für MW Arden an den Start. Während seine Teamkollegen Mitch Evans und Lewis Williamson jeweils ein Rennen gewannen, war ein vierter Platz seine beste Platzierung. Die Meisterschaft beendete er auf dem 18. Rang. Nach der Saison nahm er für Arden am GP2 Final 2011 teil und wurde 21.
2012 ging Trummer für Arden International in der GP2-Serie an den Start. Während sein Teamkollege Luiz Razia Vizemeister wurde, erreichte Trummer mit einem siebten Platz als bestes Ergebnis den 23. Platz in der Fahrerwertung. Zur Saison 2013 wechselte Trummer innerhalb der GP2-Serie zu Rapax. Beim Saisonauftakt in Sepang erzielte Trummer in beiden Rennen Punkte und mit einem sechsten Platz im Sprintrennen sein bis dahin bestes GP2-Resultat. Im Hauptrennen am Hungaroring erzielte er einen weiteren sechsten Platz. Er beendete die Saison auf dem 21. Gesamtrang mit 20 Punkten, während sein Teamkollege Stefano Coletti mit 135 Punkten den fünften Platz erreicht hatte. 2014 absolvierte Trummer eine weitere GP2-Saison für Rapax. Beim Saisonauftakt in as-Sachir gelang Trummer aus der Boxengasse startend mit einer anderen Strategie der siebte Platz. Im anschliessenden Sprintrennen erzielte er mit einem zweiten Platz seine erste Podest-Platzierung in der GP2. Trummer verbesserte sich auf den 17. Platz im Gesamtklassement. Darüber hinaus debütierte Trummer 2014 für Lotus in der FIA-Langstrecken-Weltmeisterschaft (WEC) und nahm an einem Rennen teil.
2015 wechselte Trummer als Stammpilot in die FIA-Langstrecken-Weltmeisterschaft. Er erhielt ein Cockpit beim Team ByKolles, das im Vorjahr noch den Namen Lotus verwendet hatte. Mit drei achten Plätzen als beste Ergebnisse wurde er 15. in der Weltmeisterschaft. Darüber hinaus kehrte er für zwei Rennwochenenden für Hilmer Motorsport in die GP2-Serie 2015 zurück.

## Persönliches
Trummer hat eine Lehre zum Automechaniker abgeschlossen.

## Statistik

### Karrierestationen
| - 1999–2007: Kartsport - 2006: Formel Lista Junior (Platz 18) - 2007: Schweizer Formel Renault (Platz 7) - 2008: Schweizer Formel Renault (Platz 2) - 2008: Italienische Formel Renault (Platz 33) | - 2008: Internationale Formel Master (Platz 30) - 2009: Internationale Formel Master (Platz 11) - 2010: GP3-Serie (Platz 25) - 2011: GP3-Serie (Platz 18) - 2012: GP2-Serie (Platz 23) | - 2013: GP2-Serie (Platz 21) - 2014: GP2-Serie (Platz 17) - 2014: WEC (Platz 28) - 2015: WEC (Platz 15) - 2015: GP2-Serie (Platz 31) |

### Einzelergebnisse in der GP2-Serie
| Jahr | Team                | 1   | 2   | 3   | 4   | 5   | 6   | 7   | 8   | 9   | 10  | 11  | 12  | 13  | 14  | 15  | 16  | 17  | 18  | 19  | 20  | 21  | 22  | 23  | 24  | Punkte | Rang |
| ---- | ------------------- | --- | --- | --- | --- | --- | --- | --- | --- | --- | --- | --- | --- | --- | --- | --- | --- | --- | --- | --- | --- | --- | --- | --- | --- | ------ | ---- |
| 2012 | Arden International | MAS | MAS | BRN | BRN | BRN | BRN | ESP | ESP | MON | MON | ESP | ESP | GBR | GBR | GER | GER | HUN | HUN | BEL | BEL | ITA | ITA | SIN | SIN | 4      | 23.  |
| 2012 | Arden International | 22  | 16  | 16  | 8   | 14  | 24* | 23  | 20  | 12  | 9   | 10  | 7   | 15  | 11  | 16  | 17  | 13  | 13  | 15  | 16  | 16  | 17  | DNF | 14  | 4      | 23.  |
| 2013 | Rapax               | MAS | MAS | BRN | BRN | ESP | ESP | MON | MON | GBR | GBR | GER | GER | HUN | HUN | BEL | BEL | ITA | ITA | SIN | SIN | UAE | UAE |     |     | 20     | 21.  |
| 2013 | Rapax               | 9   | 6   | 9   | 14  | 19  | 16  | 13  | 23  | 24  | 16  | 14  | 9   | 6   | 7   | 12  | 11  | DNF | 16  | 16  | 13  | 13  | 7   |     |     | 20     | 21.  |
| 2014 | Rapax               | BRN | BRN | ESP | ESP | MON | MON | AUT | AUT | GBR | GBR | GER | GER | HUN | HUN | BEL | BEL | ITA | ITA | RUS | RUS | UAE | UAE |     |     | 26     | 17.  |
| 2014 | Rapax               | 7   | 2   | 12  | DNF | DNF | 18  | 20  | 20  | 25  | 18  | 6   | 14  | 11  | 13  | 18  | 17  | 19  | 11  | 15  | 21  | 17  | 16  |     |     | 26     | 17.  |
| 2015 | Hilmer Motorsport   | BRN | BRN | ESP | ESP | MON | MON | AUT | AUT | GBR | GBR | HUN | HUN | BEL | BEL | ITA | ITA | RUS | RUS | BRN | BRN | UAE | UAE |     |     | 0      | 31.  |
| 2015 | Hilmer Motorsport   |     |     |     |     |     |     | 22  | 18  |     |     |     |     |     |     | 16  | 16  |     |     |     |     |     |     |     |     | 0      | 31.  |

### Le-Mans-Ergebnisse
| Jahr | Team                      | Fahrzeug  | Teamkollege      | Teamkollege    | Platzierung     | Ausfallgrund |
| ---- | ------------------------- | --------- | ---------------- | -------------- | --------------- | ------------ |
| 2015 | Team ByKolles             | CLM P1/01 | Pierre Kaffer    | Tiago Monteiro | disqualifiziert |              |
| 2016 | Team ByKolles             | CLM P1/01 | Pierre Kaffer    | Oliver Webb    | Ausfall         | Wagenbrand   |
| 2017 | CEPC Manor TRS Racing     | Oreca 07  | Roberto González | Vitali Petrow  | Ausfall         | Unfall       |
| 2020 | Algarve Pro Racing        | Oreca 07  | John Falb        | Matt McMurry   | Rang 11         |              |
| 2021 | PR1 Motorsports Mathiasen | Oreca 07  | Patrick Kelly    | Gabriel Aubry  | Ausfall         | Motorschaden |

### Sebring-Ergebnisse
| Jahr | Team                      | Fahrzeug         | Teamkollege   | Teamkollege       | Platzierung            | Ausfallgrund |
| ---- | ------------------------- | ---------------- | ------------- | ----------------- | ---------------------- | ------------ |
| 2018 | JDC-Miller Motorsports    | Oreca 07         | Robert Alon   | Nelson Panciatici | Rang 9                 |              |
| 2019 | JDC-Miller Motorsports    | Cadillac DPi-V.R | Chris Miller  | Stephen Simpson   | Rang 8                 |              |
| 2020 | PR1 Mathiasen Motorsports | Oreca 07         | Patrick Kelly | Scott Huffaker    | Rang 9 und Klassensieg |              |

### Einzelergebnisse in der FIA-Langstrecken-Weltmeisterschaft
| Saison  | Team                      | Rennwagen | 1   | 2   | 3   | 4   | 5   | 6   | 7   | 8   | 9   |
| ------- | ------------------------- | --------- | --- | --- | --- | --- | --- | --- | --- | --- | --- |
| 2014    | Lotus                     | CLM P1/01 | SIL | SPA | LEM | AUS | FUJ | SHA | BAH | SAO |     |
| 2014    | Lotus                     | CLM P1/01 |     |     |     | DNF |     |     |     |     |     |
| 2015    | Team ByKolles             | CLM P1/01 | SIL | SPA | LEM | NÜR | AUS | FUJ | SHA | BAH |     |
| 2015    | Team ByKolles             | CLM P1/01 | DNF | DNF | DNF | 18  | 8   | 8   | 8   | 12  |     |
| 2016    | Team ByKolles             | CLM P1/01 | SIL | SPA | LEM | NÜR | MEX | AUS | FUJ | SHA | BAH |
| 2016    | Team ByKolles             | CLM P1/01 | 14  | 6   | DNF | DNF | 21  | 11  | DNF | 7   | 8   |
| 2017    | CEPC Manor TRS Racing     | Oreca 07  | SIL | SPA | LEM | NÜR | MEX | AUS | FUJ | SHA | BAH |
| 2017    | CEPC Manor TRS Racing     | Oreca 07  | 10  | 14  | DNF | 11  | 12  | DNF | 13  | 9   | 9   |
| 2019/20 | Algarve Pro Racing        | Oreca 07  | SIL | FUJ | SHA | BAH | AUS | SPA | LEM | BAH |     |
| 2019/20 | Algarve Pro Racing        | Oreca 07  |     |     |     | 11  |     |     |     |     |     |
| 2021    | PR1 Motorsports Mathiasen | Oreca 07  | SPA | POR | MON | LEM | BAH | BAH |     |     |     |
| 2021    | PR1 Motorsports Mathiasen | Oreca 07  | 14  |     |     | DNF |     |     |     |     |     |